# Challenger de Alphen aan den Rijn
El TEAN International es un torneo de tenis celebrado en Alphen aan den Rijn, Países Bajos desde 1996. El evento forma parte del ATP Challenger Tour y se juega en canchas de polvo de ladrillo.

## Finales anteriores

### Individuales
| Año  | Campeón                | Finalista               | Resultado           |
| ---- | ---------------------- | ----------------------- | ------------------- |
| 2014 | Jesse Huta Galung (4)  | Daniel Muñoz de la Nava | 6-3, 6-4            |
| 2013 | Daniel Gimeno-Traver   | Thomas Schoorel         | 6-2, 6-4            |
| 2012 | Thiemo de Bakker       | Simon Greul             | 6–4, 6–2            |
| 2011 | Igor Sijsling          | Jan-Lennard Struff      | 7–6(2), 6–3         |
| 2010 | Jesse Huta Galung (3)  | Thomas Schoorel         | 6–7(4), 6–4, 6–4    |
| 2009 | Stéphane Robert        | Michael Russell         | 7–6(2), 5–7, 7–6(5) |
| 2008 | Simon Greul            | Iván Navarro            | 6–4, 6–3            |
| 2007 | Jesse Huta Galung (2)  | Augustin Gensse         | 6–4, 6–7(9), 7–6(4) |
| 2006 | Gero Kretschmer        | Nick van der Meer       | 7–5, 5–7, 6–2       |
| 2005 | Jesse Huta Galung (1)  | Max Raditschnigg        | 7–6(2), 7–6(4)      |
| 2004 | Andreas Beck           | Stefan Wauters          | 7–6(1), 6–2         |
| 2003 | Denis Gremelmayr       | Robert Lindstedt        | 6–3, 3–6, 6–3       |
| 2002 | Óscar Hernández        | Florent Serra           | 6–4, 6–3            |
| 2001 | Jan Weinzierl          | Jun Kato                | 6–3, 6–4            |
| 2000 | Dennis van Scheppingen | Marc Merry              | 6–3, 6–1            |
| 1999 | Martijn Belgraver      | Yannik Reuter           | 7–6, 6–1            |
| 1998 | Martijn Bok            | Eddy Bank               | 7–6(8), 6–4         |
| 1997 | Yannik Reuter          | Huib Troost             | 6–4, 6–2            |
| 1996 | Wouter Standaart       | Mark Paul Burgersdijk   | 6–2, 5–7, 6–4       |

### Dobles
| Año  | Campeón                                  | Finalista                               | Resultado           |
| ---- | ---------------------------------------- | --------------------------------------- | ------------------- |
| 2014 | Antal van der Duim (3) Boy Westerhof (2) | Rubén Ramírez Hidalgo Matteo Viola      | 6-1, 6-3            |
| 2013 | Antal van der Duim (2) Boy Westerhof (1) | Simon Greul Wesley Koolhof              | 4-6, 6-3, 12-10     |
| 2012 | Rameez Junaid (2) Simon Stadler          | Simon Greul Bastian Knittel             | 4–6, 6–1, [10–5]    |
| 2011 | Thiemo de Bakker Antal van der Duim (1)  | Matwé Middelkoop Igor Sijsling          | 6–4, 6–7(4), [10–6] |
| 2010 | Farrukh Dustov Bertram Steinberger       | Roy Bruggeling Bas van der Valk         | 6–4, 6–1            |
| 2009 | Jonathan Marray Jamie Murray             | Sergei Bubka Sergiy Stakhovsky          | 6–1, 6–4            |
| 2008 | Rameez Junaid (1) Philipp Marx           | Bart Beks Matwé Middelkoop              | 6–3, 6–2            |
| 2007 | Leonardo Azzaro Lovro Zovko              | Jérémy Chardy Predrag Rusevski          | 6–3, 6–3            |
| 2006 | Daniel Köllerer Petar Popović            | Michel Koning Nick van der Meer         | 6–2, 6–3            |
| 2005 | Diego Álvarez Mait Künnap                | Alessandro Motti Jasper Smit            | 4–6, 6–4, 6–2       |
| 2004 | Francisco Costa Jeroen Masson            | Dustin Brown Eric Kuijlen               | 6–1, 7–6(3)         |
| 2003 | Robert Lindstedt Lars Uebel              | Jhonnatan Medina-Álvarez Nicolás Todero | walkover            |
| 2002 | Óscar Hernández Gustavo Marcaccio        | Melvyn Op Der Heijde Melle Van Gemerden | 6–2, 6–3            |
| 2001 | Ronald od Heijde Jan Weinzierl           | Emin Agaev James Blake                  | 6–3, 6–4            |
| 2000 | Dennis van Scheppingen Marc Merry        | Leonardo Olguin Marcelo Wowk            | 6–4, 7–5            |
| 1999 | Erik Brummer Melvyn Op Der Heijde (2)    | Mark Paul Burgersdijk Yannick Reuter    | 6–4, 6–3            |
| 1998 | Martin Verkerk Melvyn Op Der Heijde (1)  | Robin Verbeet Mark Paul Burgersdijk     | 2–6, 6–4, 6–4       |
| 1997 | Schol Huib Troost                        | Robin Verbeet Mark Paul Burgersdijk     | 7–6, 7–5            |
| 1996 | Bart Beks Christoffel Van Hees           | Mark Paul Burgersdijk Wouter Standaart  | 6–3, 4–6, 6–4       |